# Aurora FC

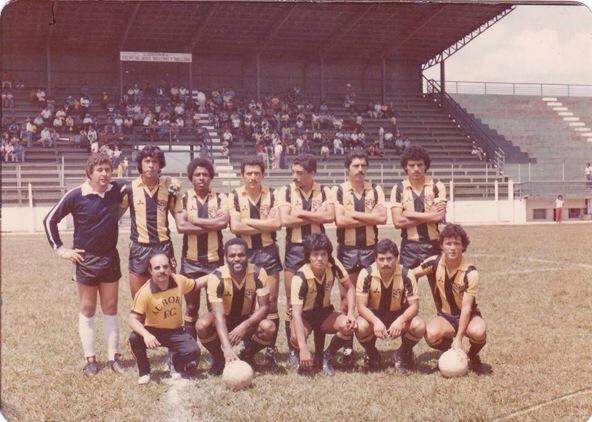
Team van Aurora FC

Aurora FC is een Guatemalteekse voetbalclub uit Guatemala-Stad. De club speelt in de Primera División de Ascenso en heeft als thuisstadion het Estadio Del Ejército, dat 13.337 plaatsen telt.

## Geschiedenis
Aurora FC werd opgericht op 14 april 1945 als club van het leger onder de naam Aurora de la Guardia de Honor. In 1946 kreeg de club de huidige naam en speelde een jaar later voor het eerst in de hoogste klasse. Aurora FC was een van de dominerende clubs in het Torneo Fraternidad Centroamericana (inmiddels hernoemd naar Copa Interclubes UNCAF). In 1976 en 1979 won de club het toernooi en in 1972 en 1983 was het verliezend finalist. In 2005 degradeerde Aurora FC na 50 opeenvolgende seizoenen uit de Liga Nacional de Guatemala naar de Primera División de Ascenso.

## Gewonnen prijzen
- Landskampioen (8): 1964, 1966, 1968, 1975, 1978, 1984, 1986, 1993
- Beker van Guatemala (5): 1959, 1968, 1969, 1984, 1993
- Copa Interclubes UNCAF (2): 1976, 1979